# Зли свештеник
„Зли свештеник” (енгл. The Evil Clergyman) је одломак писма америчког писца Хауарда Филипса Лавкрафта из 1933. године. Након његове смрти, објављен је у часопису Weird Tales у априлу 1939. као приповетка. Прича је касније адаптирана у необјављеном антологијском филму Pulse Pounders из 1987. године.
У писму његовом пријатељу Бернарду Остину Двајеру, Лавкрафт је испричао један свој сан. Иако је Лавкрафт често заснивао приче на својим сновима, Енциклопедија Х. Ф. Лавкрафта примећује да је „тешко рећи како би аутор развио овај конвенционални натприродни сценарио”.

## Радња
Прича почиње у поткровљу древне куће. Сапутник приповедача упућује на бившег власника куће и вероватно насилни крај који га је задесио. Он саветује приповедача да не остаје по мраку и не додирује ништа, посебно мали предмет на столу, којег се сапутник, чини се, прилично плаши.
Приповедач тада остаје сам на тавану; он примећује многе теолошке и класичне књиге, а посебно једну полицу која садржи књиге о магији. Осећа приличну радозналост за забрањени предмет на столу. Проналази у џепу чудан уређај налик батеријској лампи који производи необичан љубичасти сјај. Покушава да осветли предмет на столу овом чудном светлошћу, за коју описује да је састављена од честица. Предмет производи пуцкетање попут искричаве вакуумске цеви и поприма ружичасти сјај са нејасним белим обликом који се формира из његовог центра. Приповедач, осећајући да његова околина поприма чудна нова својства, схвата да није сам; описан је злокобни придошлица како носи свештеничку одећу типичну за Англиканску цркву. Придошлица почиње да баца магичне књиге у камин.
Приповедач примећује друге људе у просторији, све обучене у свештеничку одећу, укључујући и бискупа; они се суочавају са првим човеком, који са искривљеним осмехом посегне за предметом на столу. Остали људи, изгледајући уплашено, брзо се повлаче. Човек затим вади намотај ужета из ормана и везује га у омчу као да ће се обесити. Када приповедач покуша да интервенише, човек га примећује и прилази му претећи. Приповедач обасјава човека чудном светлошћу попут оружја, због чега овај пада низ отворено степениште.
Када приповедач крене према степеништу, испод не налази тело, већ тројицу људи који се приближавају са фењерима. Двојица од њих виде приповедача и беже вриштећи, остављајући само пратиоца који га је допратио на таван. Сапутник каже приповедачу да није требало да дира предмет, као и да га је њихов контакт изменило. Човек затим води приповедача до огледала, где му се не представља сопствени одраз, већ одраз злог свештеника.

## Повезана дела
На ову причу алудира се у „Повратку вештице” Ремзија Кембела из збирке прича Становник језера, где дух Гледис Шорок покушава да преузме тело садашњег становника њеног дома, користећи тајне злог свештеника да то уради. Прича, такође, за локацију Лавкрафтове приче даје Севернфорд, један од Кембелових градова.